# Reja (stacja kolejowa)
Reja (ukr. Рея) – stacja kolejowa w miejscowości Reja, w rejonie berdyczowskim, w obwodzie żytomierskim, na Ukrainie. Położona jest na linii Żytomierz – Berdyczów.